# Răzvan Vasilescu
Răzvan Vasilescu (ur. 14 sierpnia 1954 w Ploeszti) – rumuński aktor filmowy i teatralny.
W 1979 ukończył studia aktorskie w Instytucie Sztuki Teatralnej i Filmowej im. Iona Luki Caragiale (IATC) w Bukareszcie. Występował na deskach wielu teatrów, ale największe kreacje stworzył na scenie Teatru Bulandra w Bukareszcie. Grał tam w takich sztukach, jak Ożenek Gogola, Końcówka Becketta, Krzesła Ionesco, Henryk IV Pirandella czy Libertyn Schmitta.
Od chwili debiutu ekranowego w 1978 wystąpił w ponad 60 filmach i serialach telewizyjnych. Najbardziej znany z głównej roli w filmie Dąb (1992) w reżyserii Luciana Pintilie, z którym stale współpracował. Razem zrobili także filmy: Dlaczego biją w dzwony, Mitica? (1981), Niezapomniane lato (1994), Za późno (1996), Ostatni przystanek raj (1998) oraz Niki i Flo (2003). Zdobywca Nagrody Gopo dla najlepszego rumuńskiego aktora roku za rolę w filmie California Dreamin' (2007) Cristiana Nemescu.